# Archivos Nacionales de Antropología

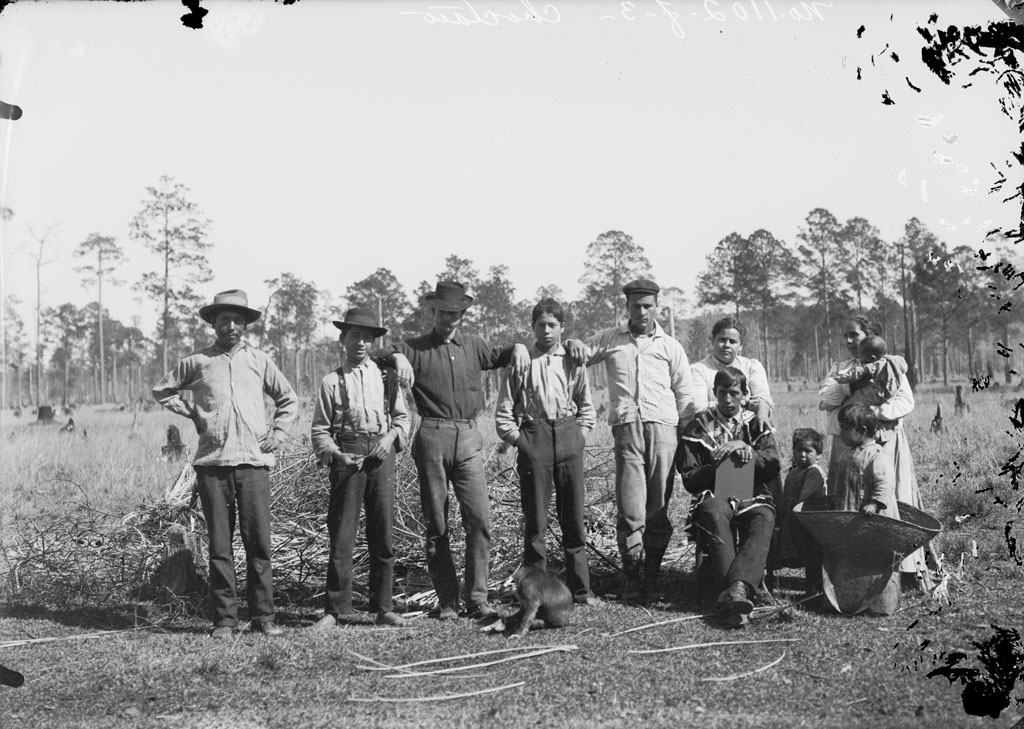
Grupo de once de pie cerca de la praderia, Choctaw, 1909, de los National Anthropological Archives

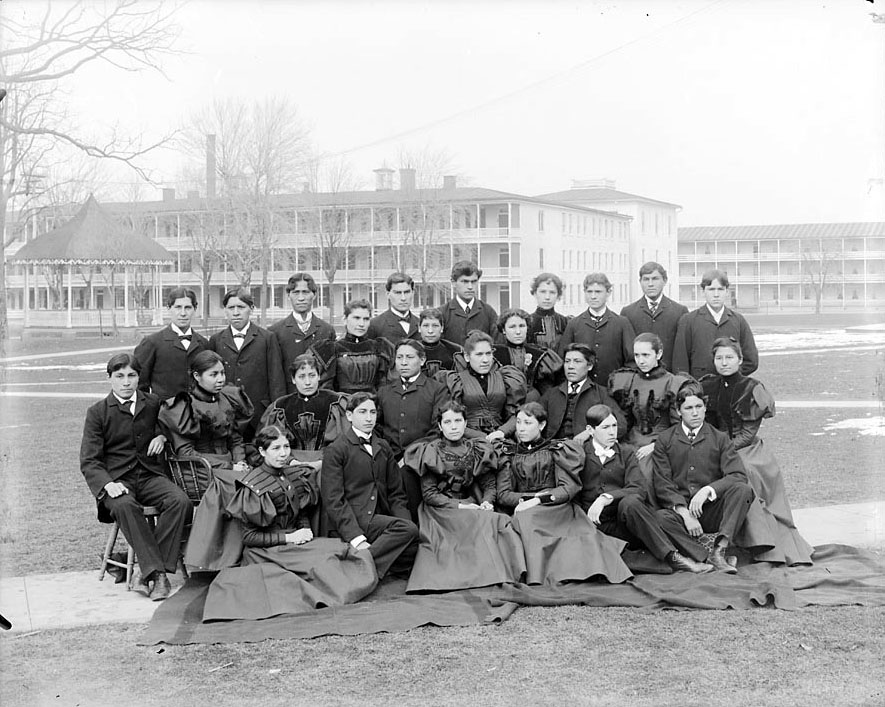
Grupo de nativos americanos de la Escuela Industrial Carlisle, 1879, del National Anthropological Archives

Los Archivos Nacionales de Antropología (National Anthropological Archives, sigla NAA) es una colección de documentos históricos y contemporáneos mantenida por el Instituto Smithsoniano, que documentan la historia de la antropología y de los pueblos y culturas del mundo, en especial la estadounidense. Se encuentra en el Smithsonian Museum Support Center de Suitland (Maryland) y es parte del Departamento de Antropología del Museo Nacional de Historia Natural de los Estados Unidos.

## Historia
El National Anthropological Archives (NAA) es el sucesor de los archivos de la Bureau of American Ethnology (BAE), que fue fundado en 1879 por John Wesley Powell. En 1968 fue establecido el NAA incorporando las colecciones de la BAE, centradas en los amerindios de los Estados Unidos, así como los trabajos de los conservadores al Museo Nacional de Historia Natural del Departamento de Antropología, que dirige la investigación en todo el mundo.

## Colecciones
El NAA es el único depósito de archivos a los Estados Unidos dedicado exclusivamente a la preservación de notas de campo etnográficas, arqueológicas y lingüísticas, datos de antropología física, fotografías, grabaciones sonoras y otros medios de comunicación creados por los antropólogos norteamericanos. La colección incluye documentos como por ejemplo notas de campo, diarios, manuscritos, correspondencia, fotografías, mapas y grabaciones sonoras, todos compilados por destacados investigadores del Smithsonian y otras instituciones de investigación. Alcanza más de 150 años de historia de los #Estados Unidos e historia del mundo. Los materiales conservados a los archivos incluyen cerca de 635.000 fotografías, 20.000 obras de arte indígena y 11.400 grabaciones de sonido.
En 2010 el NAA recibió una subvención de Save America's Treasures para preservar manuscritos relacionados con lenguas amenazadas. Estos manuscritos incluyen vocabularios, narraciones, y otros textos representando apriximadament 250 lenguas ameríndies. Muchas fotografías y páginas de manuscritos de las colecciones del NAA, incluyendo 8.200 páginas de material lingüístico cherokee, han sido escaneados y están disponibles en línea para la investigación a través de SIRIS, el catálogo en línea de la Smithsonian.